# Indigofera mekongensis
Indigofera mekongensis är en ärtväxtart som beskrevs av L.W. Jessup. Indigofera mekongensis ingår i släktet indigosläktet, och familjen ärtväxter. Inga underarter finns listade i Catalogue of Life.